# Gonçalo Salvado
Gonçalo Salvado (Lisboa, 19 de maio de 1967) é um poeta português cuja poesia se centra exclusivamente no erótico e na exaltação do amor sensual.  Publicou treze livros de poesia e várias antologias de temática amorosa. Em 2013, foi-lhe  atribuído pela União Brasileira de Escritores do Rio de Janeiro o Prémio Sophia de Mello Breyner Andresen pelo conjunto da sua obra poética.